# Policía de Manchukuo
La Policía de Manchukuo era la principal institución de aplicación de la ley de Manchukuo en lo que hoy es China.

## Antecedentes y fundación
Cuando la camarilla de Fengtian gobernaba Manchuria, tenían un sistema policial que era parte legal de la policía de la República de China, pero actuaba de forma independiente. Después de que el Imperio japonés invadiera Manchuria y estableciera Manchukuo, se estableció un nuevo sistema bajo el control de Japón. Se estableció un departamento central de policía para que se hiciera cargo de toda la policía de Manchuria.
Se establecieron jefaturas de policía en cada provincia, como la Oficina de Policía Metropolitana de Xinjing y la Policía de la ciudad de Fengtian.
También se creó una Policía Marítima para combatir el contrabando.

## Historia
- Marzo de 1932: se establecen las Fuerzas de Policía de Manchukuo.
- Junio de 1932: se establece el Departamento de Policía Metropolitana de Xinjing.
- Marzo de 1934: Puyi es declarado emperador formalmente.
- Marzo de 1937: la Policía de Manchukuo quedó bajo la autoridad del Ministerio de Seguridad Pública de Manchukuo.
- Diciembre de 1937: Se abole la extraterritorialidad sobre Japón.
- Diciembre de 1939: se promulga un código de conducta policial.
- Octubre de 1943: Se establece la "Dirección General de Seguridad" para reemplazar al Ministerio de Seguridad Pública de Manchukuo.
- Agosto de 1945: Se disuelve la policía de Manchukuo.

## Código policial
En diciembre de 1939, se estableció el Código de conducta de la policía de Manchukuo como código de conducta para todos los agentes de policía.
- Los agentes de policía deben ser los precursores del Camino Real.
- Los agentes de policía deben ser el núcleo de la armonía nacional.
- Los agentes de policía deben ser hombres de valor y defender la justicia.
- Los agentes de policía deben ser disciplinados y armoniosos.
- Se supone que los agentes de policía deben actuar con integridad y responsabilidad
- Los agentes de policía deben ser honorables, imparciales y desinteresados.
- Los agentes de policía deben esforzarse por mejorar sus personalidades.

## Policía Marítima
Como organización subordinada de la Policía de Manchukuo, su tarea principal era reprimir el contrabando y mantener la seguridad marítima. Aunque se usaba el nombre de la fuerza policial, la Armada Imperial Japonesa estuvo profundamente involucrada desde el principio y entrenó a sus oficiales. Durante la mitad de la Segunda Guerra Mundial, la Armada japonesa asumió el coste del transporte de mercancías. Además, la mitad de los agentes de policía marítima eran japoneses adscritos a la Armada Imperial Japonesa.

### Antecedentes
Antes del establecimiento de Manchukuo, la fuerza naval de la camarilla de Fengtian se llamaba Flota del Noreste y tenía un total de 21 barcos.
Sin embargo, después del estallido del incidente de Manchuria, la Flota del Noreste se unió al Gobierno Nacionalista de Nankín. Prácticamente no existía ninguna organización para proteger las aguas territoriales de los mares de Bohai y Amarillo.
Después del establecimiento de Manchukuo, el gobierno decidió establecer una agencia de policía marítima con la cooperación de la Armada Imperial Japonesa (el departamento naval en Manchuria), y se estableció una unidad de policía de vigilancia costera.
En 1932, la Fuerza de Policía de la Guardia Costera pasó a llamarse Fuerza de Policía Costera de acuerdo con el "Sistema de Oficiales de la Fuerza de Policía Especial" (Orden n.º 33 del 1.º de Kangde). Posteriormente, en 1938, se formuló la primera etapa del plan y se impulsó la construcción y compra de nuevas embarcaciones. La sede se estableció en Yingkou
En 1937, se abolió el sistema de agentes especiales de policía y la policía costera se reorganizó en una nueva fuerza de policía marítima.
En 1938 (5.º de Kangde), la policía marítima fue trasladada a los condados costeros.

### Organización
A partir de 1943 (10.º de Kangde):
- Sede de la policía
  - Policía, Seguridad, Educación, Personal, Servicio Secreto, Gestión y Administración.
- Departamento de envío
  - Administración de buques, administración de maquinaria
- Unidad de aviación
- Unidad de barco de guardia
- Unidad de formación
- Estación de telégrafo inalámbrica de la isla de Koro
- Estación de telégrafo inalámbrica Daito
- Oficina de telégrafos inalámbricos de Shogawa

## Rangos
| Rangos de la Policía de Manchukuo                               | Rango actual de la policía japonesa |
| --------------------------------------------------------------- | ----------------------------------- |
| Comisario de Policía (jǐngwùsīzhǎng) (警務司長)                 | Comisario General                   |
| Superintendente General (shǒudūjǐngchátīngzhǎng) (首都警察廳長) | Superintendente General             |
| Comisario Superior (Jǐngchátīngcìzhǎng) (警察廳次長)            | Comisario                           |
| Comisario Jefe (jǐngzhèngzǒngzhǎng) (警正總長)                  | Subcomisario                        |
| Comisario (jǐngzhèng) (警正)                                    | Comisario Asistente                 |
| Superintendente (jǐngzuǒ)(警佐)                                 | Superintendente                     |
| Oficial Superior (jǐngwèi) (警尉)                               | Inspector Jefe                      |
| Suboficial (jǐngwèibǔ) (警尉補)                                 | Inspector                           |
| Sargento (jǐngzhǎng) (警長)                                     | Sargento                            |
| Oficial (jǐngshì) (警士)                                        | Oficial                             |

## Uniformes

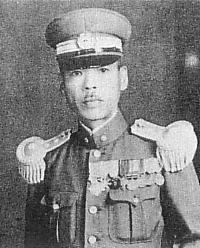
Uniforme de gala.
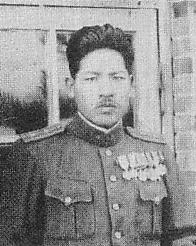
Uniforme de diario.